# Darcy Downs
Darcy Downs (26 de agosto de 1968) es un deportista canadiense que compitió en esquí acrobático, especialista en la prueba combinada. Ganó dos medallas en el Campeonato Mundial de Esquí Acrobático, oro en 1997 y plata en 1995.

## Medallero internacional
| Campeonato Mundial | Campeonato Mundial  | Campeonato Mundial | Campeonato Mundial |
| Año                | Lugar               | Medalla            | Competición        |
| ------------------ | ------------------- | ------------------ | ------------------ |
| 1995               | La Clusaz (Francia) | Medalla de plata   | Combinada          |
| 1997               | Nagano (Japón)      | Medalla de oro     | Combinada          |